# Thailandiomyces bisetulosus
Thailandiomyces bisetulosus är en svampart som beskrevs av Pinruan, Sakay., Hyde & E.B.G. Jones 2008. Thailandiomyces bisetulosus ingår i släktet Thailandiomyces, ordningen Diaporthales, klassen Sordariomycetes, divisionen sporsäcksvampar och riket svampar.   Inga underarter finns listade i Catalogue of Life.